# Atrabile
Atrabile Editions és una editorial suïssa de còmics fundada el 1997. La seva seu es troba a Ginebra. L'editorial ha publicat obres de Frederik Peeters, Jason, Alex Baladi, Pierre Wazem, Peggy Adam, Isabelle Pralong i Ibn Al Rabin. També edita la revista Bile Noire, que va acabar al número 18 el febrer de 2011.

## Història
Fundada el 1997 per Maxime Pégatoquet, Daniel Pellegrino i Benoît Chevallier, després de la desaparició de la revista Sauve qui peut, el primer número de la seva revista Bile Noire amb els artistes: Frederik Peeters, Tom Tirabosco i Ibn Al Rabin. La revista va esdevenir una editorial, publicant dos àlbums de Peeters i Tirabosco, entre 1997 i 1999,  el 2000, el seu primer autor estranger,Jason, després Baladi i Pierre Wazem el 2001, com les petites editorials dels anys noranta: "dos o tres membres molt actius, una revista amb periodicitat aleatòria i la majoria de llibres en format novel·la en blanc i negre". Per al seu novè àlbum, l'octubre 2001, Pilules bleues, de Frederik Peeters, va obtenir un èxit de crítica i "còmic independent". Bile Noire va publicar menys números del 2001 al 2008 que del 1998 al 2000, però amb més luxe, després d'una trentena d'àlbums del 2002 al 2008.
Més enllà dels seus quatre autors principals, Atrabile dóna suport a Michaël Sterckeman, des del 2003, Loo Hui Phang i Cédric Manche des del 2004, Manuele Fior i Peggy Adam, el 2005, Nicolas Presl, el 2006, i Graham Annable, del segon gran èxit de Frede Peggy Lupus, del segon gran èxit de Frede Peggy Adam, del 2003 al 2006, reeditat constantment. L'any 2011, l'italià Manuele Fior va guanyar el premi al millor àlbum al festival d'Angoulême per Cinq mille kilometers par seconde, que va destacar l'editorial i premiar la rellevància de les seves eleccions editorials. L'any 2007, amb motiu del seu desè aniversari, Atrabile va organitzar una exposició en el marc del Festival Internacional de Còmics de Lausana (BD-FIL).